# Madame Norbert Levavasseur
'Madame Norbert Levavasseur' est un cultivar de rosier obtenu en 1904 par le rosiériste normand Norbert Levavasseur. Il porte le nom de son épouse. Il est issu d'un croisement 'Crimson Rambler' (Turner, 1893) x 'Gloire des Polyanthas' (Guillot, 1887).

## Description
Ce rosier polyantha diploïde dont les fleurs rouges, avec un petit cœur blanc, virent au pourpre présente un petit arbuste touffu et vigoureux de 70-80 cm (pouvant parfois atteindre 100 cm) de hauteur.
Ses fleurs sont petites et semi-doubles (9-16 pétales) fleurissant en corymbes en gros bouquets de grappes de fleurs par intermittence de juin aux premières gelées. Il est très florifère et éclaire à merveille les bords de plates-bandes.
Il est résistant au froid (-20°) car sa zone de rusticité est de 6b à 9b.
On peut l'admirer dans de nombreuses roseraies du monde, dont la roseraie des roses de Normandie, là roseraie du jardin botanique de Madrid, la roseraie de Baden, etc.

## Descendance
'Madame Norbert Levavasseur' a donné naissance à de nombreux hybrides pour ses qualités florifères et de résistance aux maladies. L'on peut citer :
- 'Orléans Rose' (Ernest Levavasseur, 1909)
- 'Excellenz von Schubert' (Lambert, 1909), par croisement avec 'Frau Karl Druschki' (Lambert, 1901)
- 'Ellen Poulsen' (Poulsen, 1911), par croisement avec 'Dorothy Perkins' (Jackson & Perkins, 1901)
- 'Jeanny Soupert' (Soupert & Notting, 1912), par croisement avec 'Petite Léonie' (Soupert & Notting, 1892)